# 聖宗遺草
《聖宗遺草》（越南語：Thánh Tông Di Thảo），越南古代短篇小說集，以漢語文言文寫成，分為兩卷（上、下），共十九則故事。傳為後黎聖宗所作，實則甚有可能是後世假托其名而寫成。本書的取材以文士創作、民間傳說及寓言為主，是一部具有文學成就的作品。

## 本書的編撰
《聖宗遺草》傳為越南後黎聖宗所作，但根據黎貴惇《黎朝通史》（又稱《大越通史》）、潘輝注《歷朝憲章類誌‧文籍誌》等史書所紀錄，均沒有提及黎聖宗撰寫此書。據現代學者分析，此書可能是假托有關黎聖宗的傳說鋪敘而成，其成書時間不會在15世紀，當是18、19世紀之作。此外，本書的每篇故事結尾，都有一位評者「南山叔」作討論，該人對中國漢文小說相當熟悉，在本書的《鼠精傳》評論裡更引用《西遊記》故事，有可能是18、19世紀人士。

## 內容
- 《序》。[2]
- 卷上
  - 《枚州妖女傳》：講述越南陳朝時枚州地區有一女妖化為少女，入妓院當娼，最後覓得愛郎的故事。[3]
  - 《蟾蜍苗裔記》：講述天界下凡的蝦蟆子、野鷄子，前者因清心寡慾而豐足，後者卻因窮奢極慾而一無所有的故事。[4]
  - 《兩佛鬥說記》：透過一尊泥土製佛像與一尊木製佛像互斥無能，最後被釋迦佛折服的寓言故事，以諷刺世間的「無功而食祿者」。[5]
  - 《富丐傳》：講述一名乞丐寡婦，收藏大批資財的故事。[6]
  - 《二神女傳》：講述抗明戰爭時期，兩名神女的丈夫因要出征而夫婦分隔的故事。[7]
  - 《山君譜》：講述有關山君（老虎）的中國典故及故事。[8]
  - 《蚊書錄》：講述一隻野蚊與一隻家蚊在民居裡遭遇危難的寓言故事。[9]
  - 《花國奇緣》：講述一位少年周生在夢中成為花國駙馬的故事。本篇中又附錄了金蠶為害人間的故事。[10]
  - 《禹門叢笑》：透過玉皇大帝舉行賽事，讓一眾動物參加的寓言故事，指出「九重天子詔，四海狀元心」的道理。[11]
  - 《漁家誌異》：講述一名魚仙嫁到漁民家中的故事。[12]
  - 《聾瞽判辭》：講述一位聾人及一位瞎子在黎聖宗爭論誰較有功勞的故事。[13]
  - 《玉女歸真主》：講述玉皇大帝選婿的故事。[14]
  - 《孝弟二神記》：講述與姪兒相依為命的阮子卿，得到兄長的神靈協助的故事。[15]
- 卷下
  - 《羊夫傳》：講述天界的參軍吏被貶到凡間，化身成羊，與一名女子相戀的故事。[16]
  - 《塵人居水府》：講述後黎朝時武寧山一位儒士與祖父的神靈相遇的故事。[17]
  - 《浪泊逢仙》：講述未即帝位前的黎聖宗出外遊覽時遇仙的傳說。[18]
  - 《夢記》：講述黎聖宗夢見仙人的傳說。[19]
  - 《鼠精傳》：講述一名富家子被一隻鼠精冒充身份，兩者外貌完全相同，需要由黎聖宗親審的故事。[20]
  - 《一書取神女》：講述一位窮士遇上神女並結成夫婦、享受榮華的故事。[21]

※每篇故事末尾，有一段「山南叔曰」的評論或補充故事。

## 研究價值
本書雖然是偽托黎聖宗之名寫成，但無減它的文學成就。它收錄了古代越南的文士創作、民間傳說及寓言等，不失為一部有文學成就的短篇小說集。另外，值得注意的是其內容中多篇故事用相當純熟的第一人稱來敘事，這在越南古代漢文小說中殊為少見。

## 流傳版本
本書在越南河內漢喃研究所藏有一抄本。到1987年（民國七十六年），臺灣學生書局發行，法國遠東學院出版，陳慶浩、王三慶等編的《越南漢文小說叢刊》裡，收錄了許鳴鏘的校點本。除漢文版本外，本書還曾翻譯為越南文版本，而其部份故事則譯為法文版本。